# Форестјер
Форестјер (фр. Forestière) насеље је и општина у североисточној Француској у региону Шампањ-Арден, у департману Марна која припада префектури Еперне.
По подацима из 2011. године у општини је живело 247 становника, а густина насељености је износила 10,9 становника/km². Општина се простире на површини од 22,67 km². Налази се на средњој надморској висини од 171 метар.

## Демографија
| 1962. | 1968. | 1975. | 1982. | 1990. | 1999. | 2011. |
| ----- | ----- | ----- | ----- | ----- | ----- | ----- |
| 193   | 265   | 227   | 197   | 185   | 205   | 247   |

График промене броја становника у току последњих година